# Sankt Franciskus katolska församling
Sankt Franciskus katolska församling är en romersk-katolsk församling i Jönköping. Församlingen tillhör Stockholms katolska stift.
Församlingen upprättades 7 december 1950. År 1956 tog Passionistkongregationen över ansvaret för församlingen. Den nuvarande församlingskyrkan, som ligger vid Klostergatan, invigdes av biskop John Taylor 1974. Församlingsgården invigdes 1989 av biskop Hubertus Brandenburg.  
År 1990 överlämnades ansvaret för församlingen till Franciskaner Gråbröderna, som då kom tillbaka för första gången till Jönköping sedan reformationen. Församlingen bedriver även verksamhet i Eksjö och Vetlanda.